# Megaerops ecaudatus
Megaerops ecaudatus é uma espécie de morcego da família Pteropodidae. Pode ser encontrada na Tailândia, Malásia, Brunei e  Indonésia.